# Matt Barker
Matt Barker (bürgerlicher Name Urho Abramov, * 25. Februar 1979) ist ein estnischer Schriftsteller.

## Leben und Werk
Barker studierte an der Universität Tartu Medizin und arbeitet heute als Psychiater.
Barker debütierte in der zweiten Hälfte der 1990er-Jahre in der Zeitschrift Looming und befleißigt sich vornehmlich des Science-Fiction-Genres. Seine Debütsammlung Sarahs Beine (1999) stieß auf lebhafte Kritik und wurde aufgrund des britischen Ambiente der Erzählungen mit Hiram verglichen. Tatsächlich spielen viele der Geschichten im angelsächsischen Raum und wirken beispielsweise durch die Verwendung britischer Maßeinheiten verfremdend. Seine späteren Bücher stießen ebenfalls auf ein breites Echo, zusehends wurde der Autor der Horrorliteratur zugeordnet. Barkers aktivste Zeit war um die Wende vom 20. zum 21. Jahrhundert.

## Bibliografie
- Sarah' jalad ('Sarahs Beine'). Tartu: EÜS Veljesto 1999. 276 S.
- Haripunkt ('Scheitelpunkt'). [Tallinn] Virgela 2000. 282 S.
- Leegitsev täiskuu ('Brennender Vollmond'). s. l.: Varrak 2001. 237 S.
- Waanenburgi tapatalgud ('Das Blutbad von Waanenburg'). Tartu: EYS Verljesto Kirjastus 2002. 215 S.[6]